# العارية المضجعة
العارية المضجعة (بالفرنسية: Femme nue couchée)‏ هي لوحة من عام 1862 للرسام الواقعي الفرنسي غوستاف كوربيه (1819–1877). تصور اللوحة امرأة شابة ذات شعر داكن مضجعة على أريكة، لا ترتدي سوى حذاء وجوارب. خلفها، تظهر ستائر حمراء داكنة تكشف عن سماء ملبدة تلمحها العين من خلال نافذة مغلقة. من المرجح أن هذا العمل كان متأثراً بلوحة الماجا العارية لفرانثيسكو غويا.
كانت اللوحة في البداية ملكاً لألكسندر بارتييه ثم مارسيل نيم. عام 1913، اشتراها جامع الفنون المجري فرنك هاتفاني. في ذلك الوقت قام برسم نسخة من اللوحة، وكنوع من الدعابة أرسلها لتُعرض كلوحة أصلية في معرض بمدينة بلغرادو أدعى أنها نسخة غوستاف . مع بقية مجموعة هاتفاني، سُرقت اللوحة من بنك بودابست أثناء الغزو السوفيتي للمدينة في الحرب العالمية الثانية. بعد ذلك شوهدت اللوحة لفترة وجيزة وهي مغطاة بقماش مشمع على مركبة عسكرية فوق تلة قلعة بودا، ثم اختتفت اللوحة بدون أثر.
ظهرت مرة أخرى عام 2000 و2003، عندما عُرضت للبيع أولاً لمتحف الفنون الجميلة ثم للجنة استعادة الفنون من قبل رجل سلوفاكي أدعى أنه سمسار أنتيكات، لكنه بدا لمحاوريه أنه متورطاً وعضو في منظمة جريمة منظمة سلوفاكية. قدم السمسار إفادة خطية، تفيد بكون محل ثقة حسب لجنة استعادة الفنون، وأوضح أن اللوحة قد أعطاها جنود سوفييت لطبيب من قرية بالقرب من براتيسلافا مقابل تقديمه العلاج الطبي لأحد الجنود المصابين. بفحص كراكيلور الصورة تبين أن اللوحة أصلية وليست نسخة هاتفاني.
بعد خمس سنوات من المفاوضات، وتدخل الإنتربول ووساطة الدبلوماسية بين الحكومة الأمريكية والسلوفاكية، تمكنت لجنة استعادة الفنون من الاستحواذ على اللوحة لصالح ورثة هاتفاني مقابل مكافأة مقدارها 300.000 دولار. عُرضت للعامة لأول مرة منذ الثلاثينيات في معرض كوربيه 2007 في القصر الكبير بباريس. بيعت اللوحة في مزاد يوم 9 نوفمبر 2015 بمبلغ 15.3 مليون دولار، أربع أضعاف السعر الذي دُفع في آخر لوحة بيعت لكوربيه في مزاد.